# Xã Spring Valley, Quận Greene, Ohio
Xã Spring Valley (tiếng Anh: Spring Valley Township) là một xã thuộc quận Greene, tiểu bang Ohio, Hoa Kỳ. Năm 2010, dân số của xã này là 2.581 người.